# Llanos Centrales Venezolanos
Es una de las regiones natural de Los Llanos. Abarca los estados Cojedes y Guárico de Venezuela. Al norte se encuentran pequeñas montañas llamadas galeras. Su relieve no es uniforme ya que presenta en su mitad norte una serie de filas montañosas orientadas de noroeste a suroeste y cuya altura va disminuyendo de norte a sur. Los ríos principales se dirigen de norte a sur, siguiendo la pendiente natural del terreno.